# Schendylops interfluvius
Schendylops interfluvius är en mångfotingart som först beskrevs av Pereira 1984.  Schendylops interfluvius ingår i släktet Schendylops och familjen småjordkrypare. Inga underarter finns listade i Catalogue of Life.